# Боян Петров (художник)
Вижте пояснителната страница за други личности с името Боян Петров.
Боян Петров Панайотов е български художник, живописец.

## Биография
Боян Петров е роден на 24 ноември 1902 година в София.
През 1928 г., завършва живопис в Художествената академия при проф. Цено Тодоров. Печели конкурс и специализира изобразително изкуство във Франция и Италия (1911 – 1934).
Боян Петров е учител в София, Котел, Мездра и др., а от 1935 до 1948 г. е преподавал в Художествената академия.
Член на Дружеството на новите художници.

## Творчество
Боян Петров е пластичен живописец с ясен творчески почерк. Основен елемент в творчеството му е човекът. Рисува портрети и фигурални композиции.
От 1928 участва редовно в художествени изложби в страната, както и в Париж, Рим, Москва, Дрезден, Прага и др. Прави самостоятелна изложба в Рим през 1938.
По-значителни произведения:
- Портрет на баща ми (1934)
- Портрет на мъж (1937, НХГ)
- Наградената (1954, НХГ)
- Стара жена с мелничка за кафе (1954, НХГ)
- Портрет на Христо Ботев (1957, НХГ)
- Автопортрет (1958, НХГ)
- Първите социалисти (1959, НХГ)
- Родна песен (1959)
- Пролетни води (1962)
- Старопланинка (1963) и др.

Негови произведения има в НХГ, СГХГ, ХГ в Пловдив, Варна, Хасково, Търговище, Карлово И, др.

## Награди
- Орден „Кирил и Методий“ І ст. (1963).